# Лукашук Володимир Павлович
Володи́мир Па́влович Лукашу́к (нар. 18 січня 1978, Рожище, СРСР) — український футболіст. Півзахисник «Берегвідейка» (Берегово). Виступав, зокрема за «Закарпаття» (Ужгород), «Сокіл» (Золочів), «Кривбас» (Кривий Ріг), «Ниву» (Вінниця), «Спартак» (Суми), «Зорю» (Луганськ), ФК «Львів».

## Життєпис
Вихованець ДЮСШ м. Рожище (Волинська область), тренер — Степан Наконечний і дніпропетровського футболу, тренер — Михайло Нападинський.